# Ilmala vasútállomás
Ilmala vasútállomás Finnország fővárosábanban, Helsinkiben található.

## Vasútvonalak
Az állomást az alábbi vasútvonalak érintik:
- Helsinki–Turku-vasútvonal
- Leppävaara city railway

## Kapcsolódó állomások
A vasútállomáshoz az alábbi állomások vannak a legközelebb:
- Pasila vasútállomás (Helsinki Central, Helsinki–Turku-vasútvonal, L Helsinki - Kirkkonummi, A Helsinki - Leppävaara, I Helsinki < Lentoasema < Helsinki)
- Huopalahti vasútállomás (Turku pályaudvar, Helsinki–Turku-vasútvonal)
- Huopalahti vasútállomás (Kirkkonummi vasútállomás, L Helsinki - Kirkkonummi)
- Huopalahti vasútállomás (Leppävaara vasútállomás, A Helsinki - Leppävaara)
- Huopalahti vasútállomás (Helsinki Central, P Helsinki - Lentoasema- Helsinki, Lentoasema vasútállomás)